# Taufaʻahau Tupou IV.

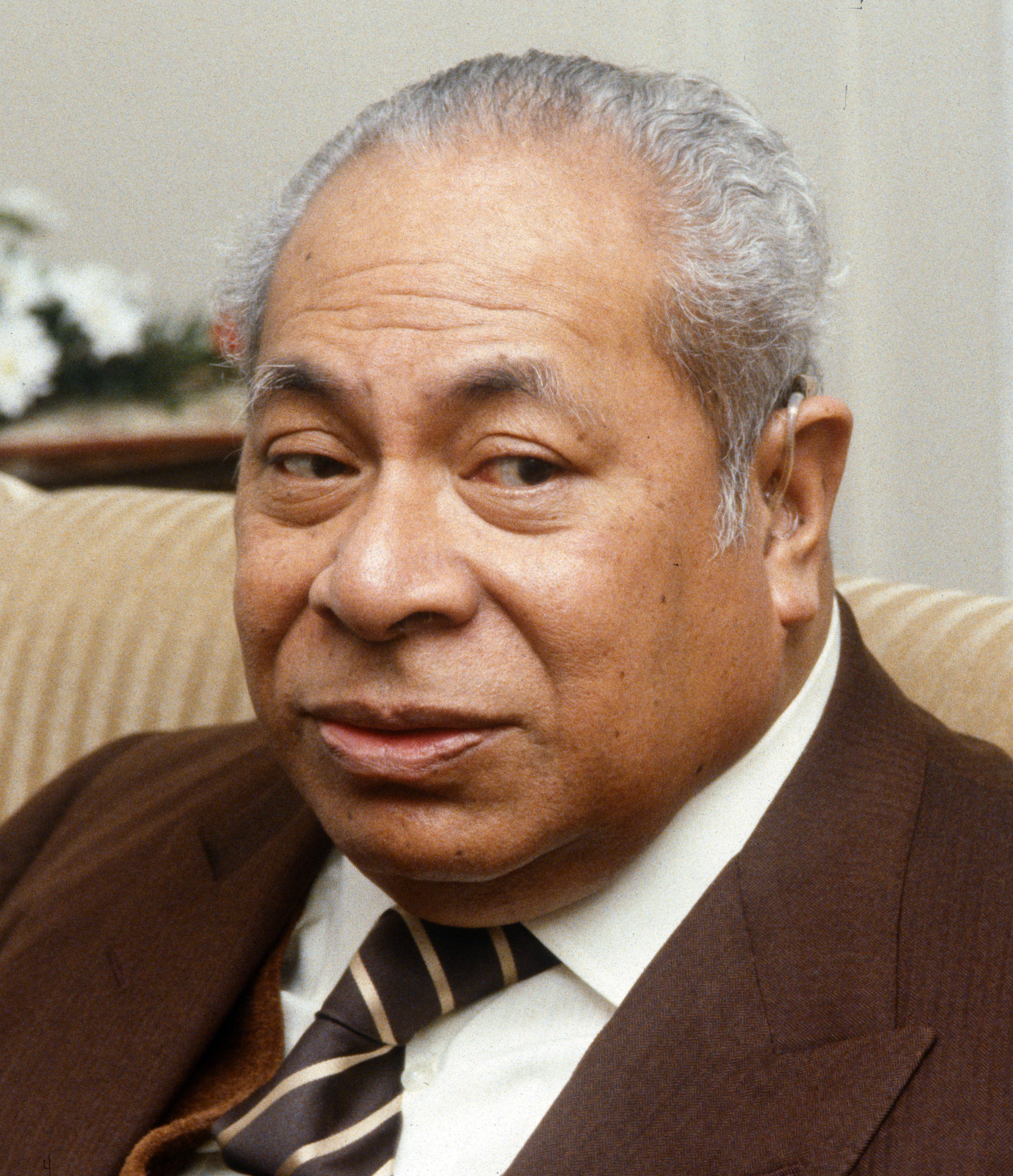
Tāufaʻāhau Tupou IV. (1985)

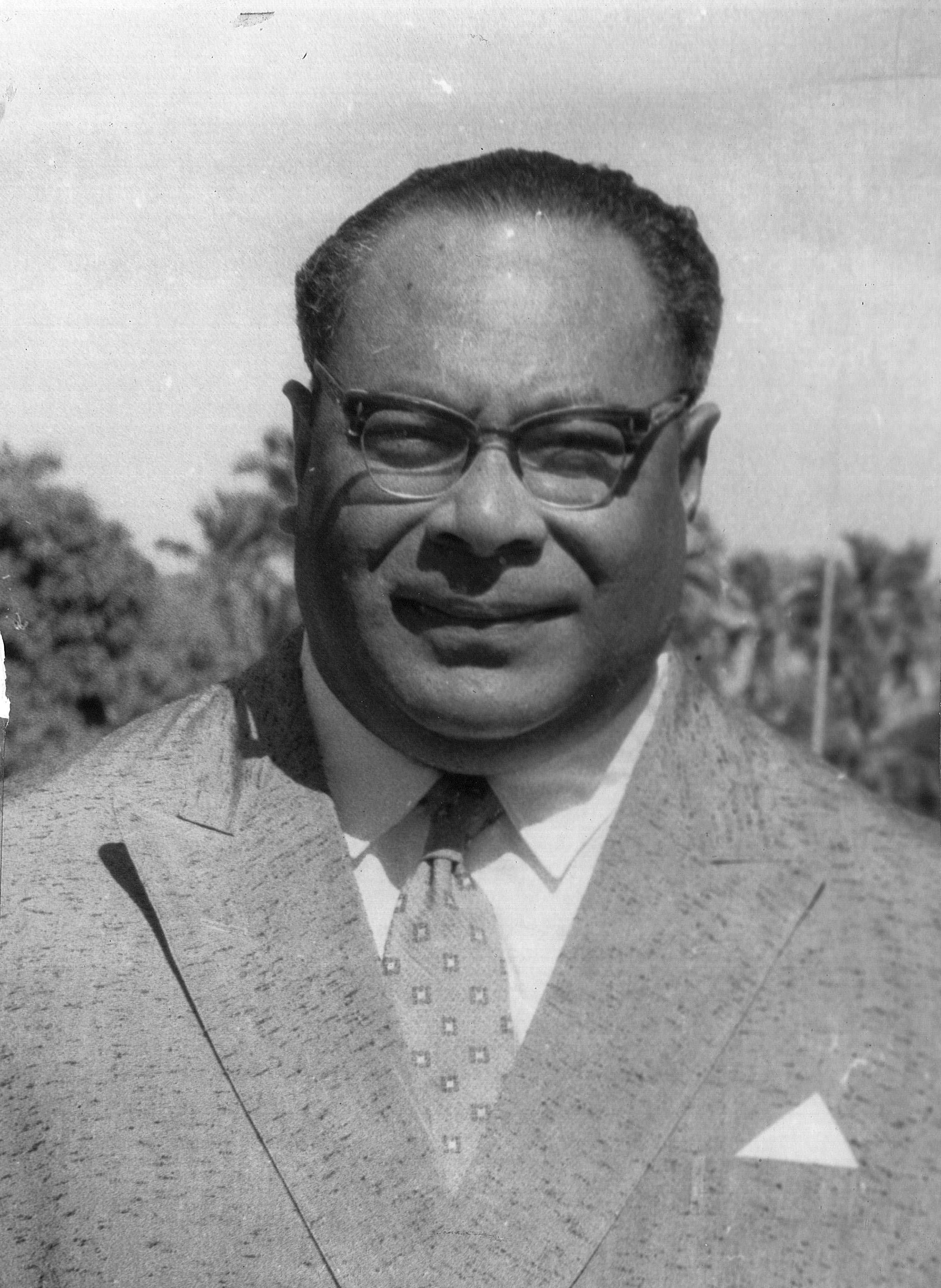
Tupou IV.

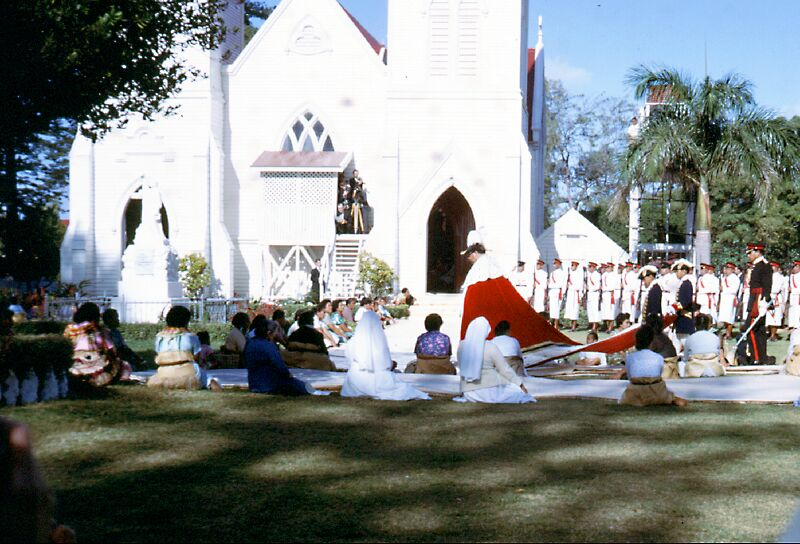
Tupou IV. (1967)

Taufaʻahau Tupou IV. (* 4. Juli 1918 in Nukuʻalofa; † 10. September 2006 in Auckland, Neuseeland) war von 1965 bis zu seinem Tod der König von Tonga.

## Familie
Tupou IV. wurde 1918 als Sohn der Königin Salote Tupou III. (1900–1965) und ihres Mannes Viliami Tupoulahi geboren. Seine Schulbildung erhielt er überwiegend im Ausland (z. B. an der University of New South Wales in Sydney).
Taufaʻahau Tupou IV. heiratete am 10. Juni 1947 Halaevalu Mataʻaho (* 1926), mit der er vier Kinder hatte:
- Sein ältester Sohn George Tupou V. (* 1948; † 2012) wurde am Tag nach seinem Tod zum Nachfolger ernannt. Er blieb unverheiratet und hatte eine uneheliche Tochter.
- Seine Tochter, Prinzessin Salote Pilolevu Tuita (* 1951), heiratete 1976 einen tongaischen Diplomaten und lebte in Kalifornien. Sie hat vier Töchter.
- Prinz Fatafehi ʻAlaivahamamaʻo Tukuʻaho (* 1954; † 2004) wurde 1980 wegen der Heirat mit einer Bürgerlichen von der Thronfolge ausgeschlossen.
- Sein jüngster Sohn Tupou VI. (* 1959) war von 2000 bis Februar 2006 Premierminister des Landes und ist seit 2012 König. Er hat drei Kinder, darunter den Kronprinzen Tupoutoʻa ʻUlukalala (* 1985).

Tupou IV. starb 2006 in einer neuseeländischen Klinik. Sein Tod wurde von dem königlichen Kammerherrn Fielakepa als „friedlich“ beschrieben. Nach seinem Tod wurde ein Monat Staatstrauer angesetzt.
Sein Leichnam wurde nach der Überführung aus Neuseeland am 19. September 2006 in Nukuʻalofa beerdigt. 1000 Sargträger trugen die Bahre mit dem Sarg vom Palast zur Familiengruft der Königsdynastie. Außer dem neuen Monarchen, George Tupou V., wohnten 15.000 Trauergäste (mehr als 10 % der Inselbevölkerung) der von Kanonendonner begleiteten Zeremonie bei. Auch zahlreiche ausländische Ehrengäste waren bei der Beerdigung zugegen, darunter der japanische Kronprinz Naruhito, die neuseeländische Premierministerin Helen Clark und der Herzog und die Herzogin von Gloucester. Der königliche Kaplan hielt am Grab eine Predigt. Anschließend wurde der Sarg unter Begleitung von Musik Richard Wagners in die Gruft gelassen. Nach der christlichen Bestattung wurden von königlichen Bestattungsmeistern jahrhundertealte Rituale vollzogen. Diese sollen den Übergang des Königs in das „Pulotu“, die polynesische Unterwelt, begleiten.

## Politik
Die ersten politischen Ämter übernahm Taufaʻahau Tupou IV. 1943 als Minister für Bildung und 1944–1949 als Minister für Gesundheit; ab 1949 war er Tongas Premierminister. Nach dem Tod seiner Mutter wurde er am 16. Dezember 1965 zu ihrem Nachfolger gekrönt.
1970 proklamierte Taufaʻahau Tupou IV. die vollständige Unabhängigkeit von Großbritannien, das Tonga seit 1900 als Protektorat besetzt hielt. Er führte die erste Tageszeitung von Tonga ein und war der Verwaltungsvorsitzende der ersten Fernsehgesellschaft Tongas.
Er war gegen Kernwaffen und die Versenkung von Nuklearmüll im Pazifischen Ozean. Allerdings kam es bei den letzten Atomwaffentests der Franzosen in Mururoa zu keinerlei Protesten in Tonga wie in Samoa und Fidschi, was mit der Schenkung einiger alter Schiffe von den Franzosen erkauft wurde. Auch war immer wieder über Jahre im Gespräch, Atommüll aus den Vereinigten Staaten im Kratersee von Niuafoʻou zu versenken.
Im Ausland genoss der König ein hohes Ansehen, da er sich bei Auslandsreisen sehr volksnah gab und als überaus humorvoll galt. Tonga allerdings regierte er vor allem in seinen späteren Lebensjahren zunehmend autokratisch. Er war in einen Investmentskandal verwickelt, Vetternwirtschaft hat darüber hinaus die tongaische Wirtschaft in den letzten Jahren mehr und mehr korrumpiert. Journalisten, die darüber berichteten, wurden an der Ausführung ihrer Arbeit mehrfach gehindert, immer wieder wurden tongaische Zeitungen, die in Neuseeland gedruckt wurden, vom Zoll beschlagnahmt.
Prodemokratische Kandidaten hatten seit den frühen 1990er Jahren beständig an Sitzen im Parlament gewonnen, doch wurden sie routinemäßig überstimmt von den 21 Mitgliedern, die vom König und den Adelsfamilien ausgewählt wurden.

## Sonstiges
Taufaʻahau Tupou IV. war Laienprediger der Free Wesleyan Church. Er sprach relativ gut Deutsch und war ein großer Verehrer Bismarcks. Jährlich fuhr er zum Skiurlaub nach St. Moritz.
22. November 1979 besuchte Taufa’ahau Tupou IV. mit seiner Frau Halaevalu Mata`aho Hamburg und trug sich dort in das Goldene Buch der Stadt ein.
Taufaʻahau Tupou IV. gilt als eines der körperlich schwergewichtigsten Staatsoberhäupter des 20. Jahrhunderts. 1976 wurde das Gewicht des 1,90 Meter großen Monarchen auf der Gepäckwaage des Flughafens von Tonga mit 209,5 Kilogramm gemessen. Für seine Teilnahme an der Hochzeitszeremonie von Prinz Charles und Lady Diana im Jahr 1981 musste ein Sondersessel angefertigt werden. Seine Einstellung zu seinem Gewicht änderte sich in den 1990er Jahren, Tupou nahm stark ab. Er ließ später regelmäßig den Flughafen der Hauptstadt sperren, um die Start- und Landepisten zum Fahrradfahren zu nutzen.

## Galerie

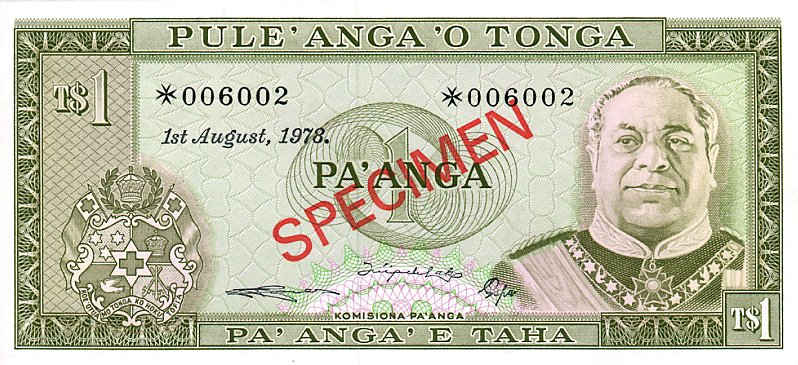
Vorderseite des 1-Paʻanga-Scheins
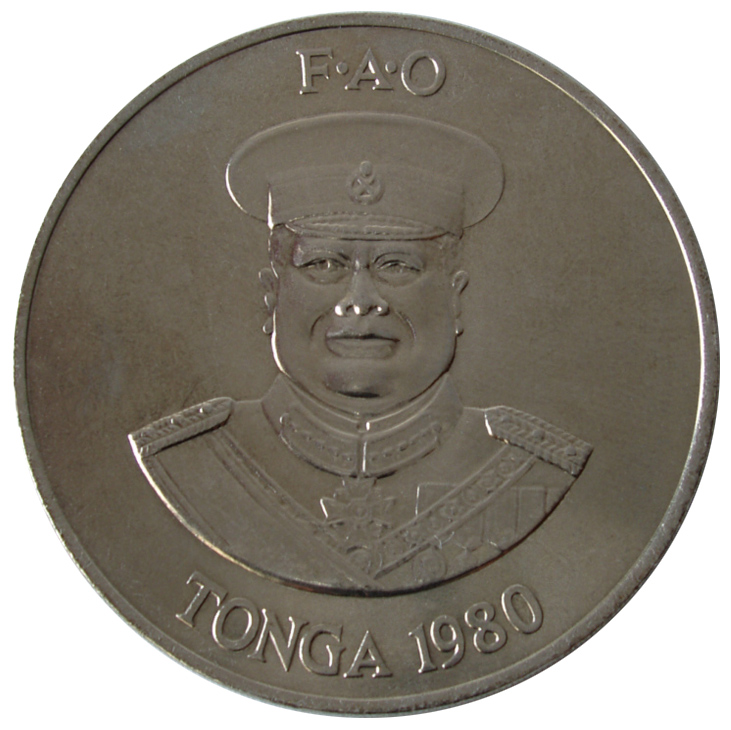
Rückseite einer 2-Paʻanga-Münze
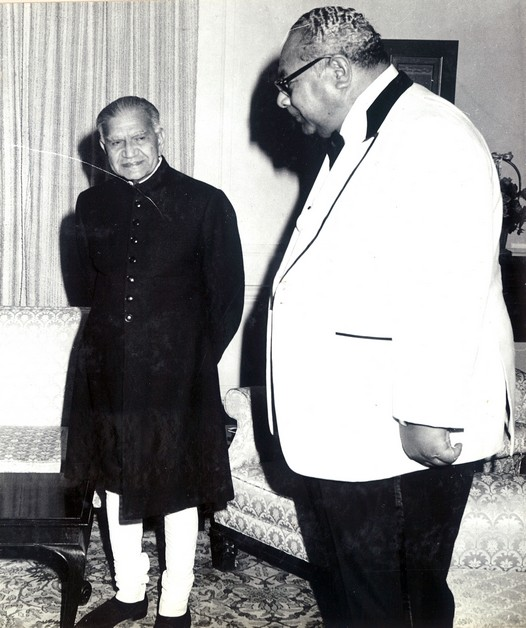
Mit dem indischen Staatspräsidenten Fakhruddin Ali Ahmed
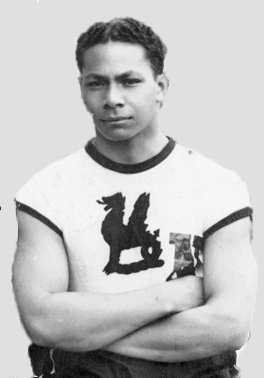
Kronprinz (1936)